# Longwood (ort i Irland)
Longwood är en ort i republiken Irland.   Den ligger i grevskapet An Mhí och provinsen Leinster, i den centrala delen av landet, 50 km väster om huvudstaden Dublin. Longwood ligger 66 meter över havet och antalet invånare är 1 378.
Terrängen runt Longwood är mycket platt. Runt Longwood är det ganska tätbefolkat, med 60 invånare per kvadratkilometer. Närmaste större samhälle är Edenderry, 14,7 km sydväst om Longwood. Trakten runt Longwood består i huvudsak av gräsmarker.